# Pilar von Pilchau (Adelsgeschlecht)

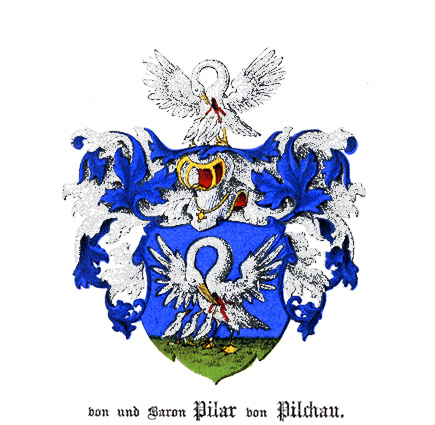
Wappen der Pilar von Pilchau

Pilar von Pilchau (russisch Пиллар фон Пильхау) ist der Name eines baltischen Adelsgeschlechts. Sein Ursprung liegt im früheren Herzogtum Teschen in der Gegend von Willimau. Die Gründung des baltischen Zweiges und die Aufnahme in die Baltische Ritterschaft gehen auf Wenzel Pilar von Pilchau (1606–1675) zurück, der 1656 als Söldner für den schwedischen König Karl X. Gustav in Riga gegen das zaristische Russland kämpfte.

## Geschichte
Im Russisch-Schwedischen Krieg (1656–1658) hatte die Zaristische Armee im August 1656 die Belagerung von Riga begonnen. Die Einnahme Rigas verzögerte sich durch die starke Gegenwehr unter dem Befehl des Generalgouverneurs von Livland, Graf Magnus Gabriel De la Gardie (1622–1686), dessen Verteidigungskräfte zunächst den Angriffen standhalten konnten. Der schwedische Feldmarschall Graf Hans Christoph von Königsmark hatte im Frühjahr 1656 in Deutschland Söldner zur Verteidigung Rigas angeworben. Das deutsche Kontingent bestand aus circa 1400 Soldaten und wurde von Wenzel Pilar von Pilchau angeführt. Am 12. September 1656 trafen sie aus Pillau (Ostpreußen) kommend per Schiff in Riga ein. Als sich die russischen Angreifer flussaufwärts der Düna zurückzogen, verfolgte Wenzel Pilar von Pilchau diese im Oktober mit 600 Mann und 24 Kanonenbooten und trieb den Angriff zurück. Nach 1658 blieb er in Riga und gilt als der Stammvater der Pilar von Pilchau im Baltikum.

## Entwicklung und Besitzungen
Wenzel Pilar von Pilchau stammte aus einem Adelsgeschlecht des ehemaligen Herzogtums Teschen. In Verbindung mit dem Familienwappen ist sein Ursprung in oder um Willimau zu finden. Nach der erfolgreichen Verteidigung Rigas blieb er in schwedischen Diensten, wurde zum Oberst befördert und als Kommandant von Narwa eingesetzt. Am 14. Februar 1746 wurde das Adelsgeschlecht in die Livländische Ritterschaft (Registrierungsnummer 234) immatrikuliert. Der Adelstitel Baron wurde ihnen mittels Senatsukas im Jahre 1855 (Ukus-Nummer 7867) zuerkannt.
Durch Schenkungen, Erwerb, Erbschaften und Eheschließungen gelangten die Pilar von Pilchau in einen umfangreichen Teil- und Mitbesitz von Ländereien, Gutshöfen und Dörfern: Wait, Orrenhof, Jöggis, Merremois, Rasik, Pallifer, Orks, Pall, Kaesal, Reopall, Lechts, Felks, Karjaküll, Eynefer, Kullinar und Sternberg.
Zu ihrem Eigentum zählten:
- Hallik von 1743 bis 1798,
- Uhla von 1801 bis 1807
- Lelle von 1806 bis 1839
- Alt-Salis von 1853 bis 1870
- Audern von 1807 bis zur Güterenteignung
- Walk (Valgu) von 1820 bis zur Güterenteignung

## Stammlinie
- Wenzel Pilar oder Pilař[11] von Pilchau (1606–1675), Stammvater des baltischen Familienzweiges, schwedischer Oberst, Kommandant in Narwa; verheiratet mit Sophia Hedwig Müller
  - Nikolaus Georg Pilar von Pilchau († 1697), schwedischer Oberstleutnant und Kommandant in Kristianstad (Schweden); verheiratet mit Anna von Tunderfeld († 1700)
    - Friedrich Jakob Johann Pilar von Pilchau, russisch:Пилляр фон Пильхау, (1675–1710), Kapitän; verheiratet mit Maria Elisabeth Knorring
      - Georg Johann Baron Pilar von Pilchau (1709–1753), Mannrichter in Reval; verheiratet mit Anna Sophia von Berg (a.d. H. Kattentack) (1710–1784)
        - Magnus Wilhelm Baron Pilar von Pilchau (1734–1801), 1756 sächsischer Gardeleutnant, 1757 polnischer Major; verheiratet mit Katharina Helena von Tausas (1735–1791). Teilung unter dessen Söhnen Magnus Fabian, Wilhelm Friedrich, Georg Ludwig, Jakob Johann und Reinhold Woldemar in fünf Häuser.

    - Bernhard Georg Pilar von Pilchau (1677–1753), Gutsbesitzer
      - Jakob Johann Pilar von Pilchau (1720–1771), Gutsbesitzer
      - Georg Wilhelm Pilar von Pilchau (1748–1804), Titularrat und Landgerichtsassessor, verheiratet mit Hedwig von Osten-Sacken
        - Reinhold Friedrich Pilar von Pilchau (1781–1860), Landmarschall, verheiratet mit Charlotte Bartholomäi, im Mannesstamm erloschen.

### Stammhaus
- Magnus Fabian Pilar von Pilchau (* 1769)
  - Carl Alexander Pilar von Pilchau (1802–1871)
    - Stanislau Pilar von Pilchau (* 1827), Gründer der russischen Linie)
      - Adolph Alexander (Адольф-Александр (Александр Станиславович) Пиллар фон Пильхау 1860–1939), 1939 im Mannesstamm erloschen.
        - Roman Pilar (Ромуальд Людвиг (Роман Александрович) Пилляр (Пиллар фон Пильхау, 1894–1937). 1937 im Mannesstamm erloschen.

### I. Haus Pallifer
- Wilhelm Friedrich Pilar von Pilchau (1761–1819), Landrat, Staatsrat; verheiratet mit Wilhelmine Staël von Holstein (1771–1849)
  - Karl Magnus Pilar von Pilchau (Пилар фон Пильхау, Карл Фёдорович) (1791–1861), russischer Generalleutnant; verheiratet mit Katharina (Kitty) Nikolajevna Koudaschew Kuodashev
    - Theodor (Fedor) Pilar von Pilchau trug seit dem 12. Januar 1878 den Namen Graf Kotzebue-Pilar von Pilchau (1848–1911), Generalleutnant, verh. Alexandra Mathilde von Kotzebue (1849–1884), Hofdame
      - Dimitri Graf Kotzebue-Pilar-Pilchau 1872 in Jalta, Kammerherr, Legationsrat, verheiratet mit Jenny Konstanze Erichson-Sommerfeld (* 1891). Im Mannesstamm erloschen.

  - Gustav Friedrich Pilar von Pilchau (1798–1862), Generalleutnant
    - Nikolai Gustawowitsch Pilar von Pilchau (1831–1886), Generalleutnant. Im Mannesstamm erloschen.

### II. Haus Kirna-Schwarzen
- Georg Ludwig Pilar von Pilchau (Егор Максимович ПИЛЛАР, 1767–1830), Herr auf Kirna und Schwarzen[12], Generalmajor, Ritter des St. Georgordens 3. Klasse (Schlacht bei Bautzen) und 4. Klasse (Schlacht bei Preußisch Eylau), verheiratet mit Johann Agneta Hesse (1779–1847)
  - Alexander Pilar von Pilchau (1804–1866) Garde-Stabsrittmeister, Mannrichter, Kreisdeputierter
  - Nikolai Wilhelm Pilar von Pilchau (* 1815 in Wilna, † 1887 in Kirna), verheiratet mit Pauline von Essen (1811–1880)
  - Georg Jakob Baron Pilar von Pilchau (1819–1882), verheiratet mit Sophie Julie Clapier de Colongue (1835–1911)
    - Maximilian Baron Pilar von Pilchau (1860–1917). Im Mannesstamm erloschen.

### III. Haus Audern-Walk
- Jakob Johann Baron Pilar von Pilchau (1774–1814), Herr auf Audern-Walk, Ingenieurmajor, Ordnungsrichter, verheiratet mit Juliane Guckni († 1838)
  - Friedrich Adolf Woldemar Baron Pilar von Pilchau (1814–1870), verheiratet mit Bertha von Ungern-Sternberg (1826–1903)
    - Adolf (Alf) Konstantin Jakob Pilar von Pilchau (* 1851 in Audern; † 1925 in Pernau), livländischer Landrat 1899–1908, Landmarschall 1908–1918, Mitglied des Reichsrats 1912–1917, Präsident des baltischen Landrats 1918 verheiratet mit Eugenie (Jenny) Gräfin von der Pahlen (* Pleskau 1865)
      - Adolf Konstantin Theodor Pilar von Pilchau (* 1885; † 1958 in Bremen), 1920 Deputierter von Pernau, Kurator der Ritter- und Domschule zu Reval, verheiratet mit Freda Gräfin von Medem (1895–1900), vier Töchter
      - Olga Pilar von Pilchau (1886–1952) verheiratet mit Charles von Lilienfeld (1932) 1 Tochter, 2 Söhne
      - Friedrich Bernhard Peter Paul Pilar von Pilchau, (* 1888; † 1914) gefallen als Kornett in Ostpreußen
      - Andreas Balthasar Pilar von Pilchau (* 1891), verheiratet Alexandrine Alice von Wolff (1894–1982) in Nizza

    - Theodor Gustav Baron Pilar von Pilchau (1858–1916), 1907 Landrat in Estland, verheiratet mit Helene Gräfin von der Pahlen (* 1863 St. Petersburg; † 1952 Düsseldorf)
      - Helene (Nellsy) Baronin Pilar von Pilchau (*1883)
      - Vera Baronin Pilar von Pilchau (* 1885; † 1961? Düsseldorf) verheiratet mit Leopold Baron von Korff
      - Constant (Cossy) Baron Pilar von Pilchau (*1886) verheiratet mit Janine
      - Georg Baron Pilar von Pilchau (* 1888; † Sep. 1915)
      - Ada Baronin Pilar von Pilchau (*1889)
      - Nicolas (Nico) Leo Baron Pilar von Pilchau (* 1891; † 1969 in Gladbeck) verheiratet mit Daisy von Middendorff
        - Theodor Adolph Baron Pilar von Pilchau (1920–1941), keine Nachkommen
        - Ellen Baronin Pilar von Pilchau (1921–2013) verheiratet mit Arthur von Baranow
        - Gisela Baronin Pilar von Pilchau (1922–1990) verheiratet mit Balthasar von Bremen
          - Burchard von Bremen
          - Godeke von Bremen
          - Volker von Bremen
          - Barbara von Bremen
          - Tuve von Bremen

        - Georg Jakob Johann Baron Pilar von Pilchau (1923–2002) verheiratet mit Anna Elisabeth Karla Maria Pungs (1925–1999)
          - Ulrike Pilar von Pilchau (* 1952)
            - Ingegard von Hehn (* 1984)
            - Georg von Hehn (* 1986)

          - Michael Theodor Baron Pilar von Pilchau (* 1955) verheiratet mit Ute Elisabeth Bohn (1957–2013)
            - Thomas Baron Pilar von Pilchau (* 1985) verheiratet mit Anna Teresa Adler (* 1990)

### IV. Haus Jöggis
- Reinhold Woldemar Pilar von Pilchau (1777–1847), Herr auf Jöggis, verheiratet mit Margarethe Ulrike von Ramm (* 1779)
  - Karl Magnus Reinhold Pilar von Pilchau (1803–1862), Kreisrichter, verheiratet mit Katharina Augusta von Mohrenschild (1811–1885)
    - Reinhold Berend Alexander Pilar von Pilchau (* 1830; † 1897 in Nauheim), Generalgouverneur von Kiew verheiratet mit Bronislawa Jeserski († 1919 in St. Petersburg)
    - Konstantin Behrend Alexander Pilar von Pilchau (* 1832; † 1894 in Freiburg im Breisgau), verheiratet mit Olga Marie Staal (* 1843)
    - Karl Julius Friedrich Pilar von Pilchau (* 1839), Friedensrichter
    - Gustav Adolf Baron Pilar von Pilchau (1841–1918), verheiratet mit Aline Anette von Essen (* 1847)
      - Gustav Adolf Nikolai Pilar von Pilchau (* 1887), verheiratet mit Raissa Filippowa (* 1889)
        - Aleksander Pilar Baron von Pilchau (* 1912 in Sevastopol; † 1989 in Tallinn), im Mannesstamm erloschen.

## Wappen

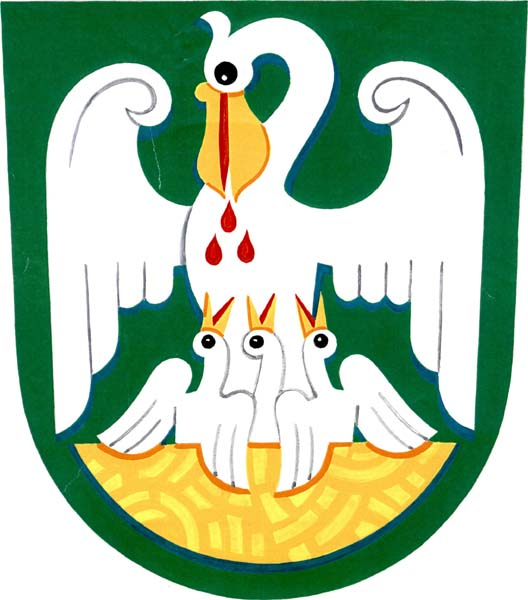
Wappen der Gemeinde Vilémov u Litovle (Willimau)

Das Familienwappen ist dem Wappen des Herkunftsortes Willimau im ehemaligen Herzogtum Teschen entlehnt. In Blau auf grünem Rasen (Nest) steht ein Pelikan mit goldenem Schnabel und Ständern, seine drei ebenso tingierten Jungen mit seinem Herzblut fütternd. In gleicher Form ziert diese Darstellung das Helmkleinod. Das „Wappen ist ebenfalls im Weigelschen Wappenbuch, I. Th. Taf. 76“ zu finden.

## Persönlichkeiten
- Georg Ludwig Pilar von Pilchau (1767–1830), russischer Generalmajor
- Gustav Friedrich Pilar von Pilchau (1798–1862), russischer Generalmajor
- Karl Magnus Pilar von Pilchau (1791–1861), russischer Generalleutnant
- Theodor Kotzebue-Pilar von Pilchau (1848–1911), russischer Generalleutnant, Bürgermeister von Rostow am Don
- Reinhold Friedrich Pilar von Pilchau (1781–1860), Landmarschall
- Nikolai Gustawowitsch Pilar von Pilchau (1831–1886), russischer Generalleutnant
- Adolf Konstantin Jakob Baron Pilar von Pilchau (1851–1925), livländischer Landmarschall und deutsch-baltischer Politiker. 1918 war er Reichsverweser des kurzlebigen Baltischen Herzogtums.
- Harald Pilar von Pilchau (* 1963), Schauspieler, Sänger und Tänzer[17]